# بیت نصر (یمن)
 بیت نصر  به عربی ( بیت النَصر )، روستا یی است در ناحیهٔ (مغرب عنس)، واعمال شبوه، از توابع استان شبوه در کشور یمن در شبه جزیره عربستان. 
جمعیت آن ۲۸۹ نفر (۱۱ خانوار) می‌باشد.